# Theta Circini
Theta Circini (θ Circini, förkortat, Theta Cir, θ Cir), som är stjärnans Bayer-beteckning, är en dubbelstjärna med en kombinerad skenbar magnitud 5,11 i mellersta delen av stjärnbilden Cirkelpassarens och är synlig för blotta ögat där ljusföroreningar ej förekommer. Baserat på parallaxmätning inom Hipparcosuppdraget på ca 2,2 mas, beräknas den befinna sig på ett avstånd på ca 1 510 ljusår (ca 463 parsek) från solen. 

## Egenskaper
Primärstjärnan Theta Circini A är en blå till vit stjärna i huvudserien. Den har en massa som är ca 9 gånger större än solens massa, en radie som är ca 14 gånger större än solens och utsänder från dess fotosfär ca 2 000 gånger mera energi än solen vid en effektiv temperatur av ca 9  800 K.
Theta Circini A är en eruptiv variabel av Gamma Cassiopeiae-typ (GCAS). Stjärnan har en visuell magnitud som varierar 4,81-5,65 utan påvisbar periodicitet, men visar enstaka utbrott på upp till 0,27 magnitud.
Theta Circini A är en astrometrisk dubbelstjärna med en omloppsperiod på ca 39,6 år och en excentricitet av 0,3.  Paret visar en kombinerad spektralklass av B3 Ve,  där e-suffixet anger att den är en Be-stjärna. Alternativa klassificeringar är B4 Vnp och B4npe,  med "n"-suffix som anger breda ("diffusa") absorptionslinjer på grund av rotation och "p"-suffix som betyder en kemiskt ovanlig stjärna. De två komponenterna verkar ha liknande skenbar magnitud, massa och klassificering.